# جيمس س. نيل
جيمس س. نيل (بالإنجليزية: James C. Neill)‏ هو ضابط أمريكي، ولد في 1788 في كارولاينا الشمالية في الولايات المتحدة، وتوفي في 1848 في مقاطعة نافارو في الولايات المتحدة.